# Calínico IV de Constantinopla
Calínico IV de Constantinopla (em grego: Καλλίνικος Δ΄; 1713 – 1791), nascido Constantino Maurício (em grego: Κωνσταντίνος Μαυρίκιος; romaniz.: Konstaninos Mavrikios), foi patriarca ecumênico de Constantinopla por uns poucos meses em 1757 além de um famoso escritor e acadêmico ortodoxo.
Calínico é às vezes citado como "Calínico III" por seu predecessor de mesmo nome, Calínico III, foi eleito em 1726, mas morreu antes de ser entronizado e, por conta disto, não é contado entre os patriarcas em todas as fontes.

## História
Constantino nasceu em Zagora, na Grécia, em 1713 e, em 1728, mudou-se para Istambul. Em 1740, foi ordenado diácono e, em 28 de agosto de 1741, foi nomeado grande protossincelo do Patriarcado. Em 23 de setembro de 1743, foi nomeado bispo metropolitano de Proilavo (Brăila, na Romênia), uma posição que ele manteve, já com o nome religioso de Calínico, até 1748, quando retornou para Istambul.
Seus anos em Istambul foram marcadas pelo polêmico debate na comunidade ortodoxa sobre a necessidade de um novo batismo de convertidos do catolicismo e da Igreja Apostólica Armênia. Estas comunidades se tornaram particularmente numerosas no território otomano depois da Guerra otomano-veneziana de 1714 e 1718, quando os otomanos recuperaram a região do Peloponeso das mãos da República de Veneza.
Os defensores da invalidez dos batismos católicos e armênios e, consequentemente, da necessidade do rebatismo, eram o patriarca Cirilo V e alguns acadêmicos como Eugênio Voulgaris e Eustrácio Argenti, além de grande parte da população ortodoxa, instigada principalmente pelo demagogo monge Auxêncio, considerado um milagreiro. Os principais opositores eram a maior parte dos bispos metropolitanos, liderada pelo próprio Calínico. Esta oposição não era devida a qualquer tipo de aceitação da doutrina dessas igrejas, mas apenas uma afirmação de que eles consideravam que rebatismos eram uma inovação não proposta pelos antigos cânones legais e eram contrários à práxis ortodoxa.
Quando o Santo Sínodo votou, em 28 de abril de 1755, contra as posições do patriarca Cirilo V, ele determinou o exílio de todos os membros que eram contrários à sua posição. Calínico foi perseguido e teve que fugir. No mesmo ano, Cirilo V publicou o "Oros da Grande Santa Igreja de Cristo", que passou a exigir o rebatismo de todos os convertidos de qualquer religião.
Em 1756, Calínico se refugiou na embaixada do Reino da França em Istambul e lá conseguiu uma grande quantia em dinheiro para subornar o sultão otomano Osman III. Por conta disto, Cirilo V foi deposto em 16 de janeiro de 1757 e Calínico assumiu o patriarcado. Porém, sua nomeação foi fortemente combatida pela população e sua entronização só foi possível com a presença de soldados otomanos. Depois da cerimônia, a turba tentou sem sucesso aprisioná-lo. Por causa da feroz oposição ao seu patriarcado, Calínico IV não não conseguiu revogar o "Oros" e acabou sendo obrigado a renunciar em 22 de julho do mesmo ano em favor de Serafim II, que prometeu permanecer neutro sobre a questão.
Depois de sua renúncia, Calínico foi exilado para a ilha de Lemnos e depois para o Sinai, onde permaneceu no Mosteiro de Santa Catarina. Ali, Calínico trabalhou para organizar a antiga biblioteca do mosteiro. Em janeiro de 1761, ele escapou, voltou para Istambul e foi perdoado. Em outubro de 1763, ele retornou para Zagora, sua cidade natal, onde se dedicou a estudar patrística e a escrever, além de fundar uma biblioteca local. Calínico faleceu ali em 1791.